# Simona Baumrtová
Simona Baumrtová (provdaná Kubová, podruhé provdaná Rushton, * 24. srpna 1991 Chomutov) je bývalá česká plavkyně, jejíž hlavní disciplínou byl znak. V tomto stylu vybojovala bronzové medaile na MS v krátkém bazénu 2012, ME v plavání 2012 a tři bronzové kovy z mistrovství Evropy v krátkém bazénu. Stala se mnohonásobnou mistryní České republiky a drží pět českých rekordů (na 100 a 200 m znak v 50metrovém bazénu + 50 m, 200 m znak a 100 m polohový závod ve 25metrovém bazénu).
Splnila dva „A“ limity zajišťující účast na londýnských Hrách XXX. olympiády, když na Velké ceně Českých Budějovic zaplavala znak na 200 m v čase 2:10,76 sekundy a na debrecínském Mistrovství Evropy pak znak na 100 m za 1:00,57 sekundy. Jako jediná z českých plavců se tak kvalifikovala do dvou disciplín.

## Vzdělání
Na Fakultě tělesné výchovy a sportu Univerzity Karlovy vystudovala v letech 2010–2015 bakalářský a navazující magisterský obor fyzioterapie. Na téže fakultě následně nastoupila k doktorandskému studiu kinantropologie.

## Kariéra

### Evropský olympijský festival mládeže
Svůj první větší úspěch zaznamenala v roce 2005 na Evropském olympijském festivalu mládeže v italském Lignanu, kde se dokázala probojovat do finále A na 100 m znak a v čase 1:07,29 obsadila konečné 7. místo. Na této soutěži se představila ještě na dvojnásobné distanci, 200 m znak, kde v B finále obsadila 5. místo (celkově 13.) v čase 2:26,94.

### Mistrovství Evropy juniorů
Rok po úspěšném vystoupení na Evropském olympijském festivalu se představila na Mistrovství Evropy juniorů, které se v roce 2006 konalo ve španělském městě Palma de Mallorca. Nejvíce se ji dařilo ve znakovém sprintu na 50 m, kde v ranních rozplavbách zaplavala čas 30,75 a podařilo se ji postoupit do semifinále. Tam svůj čas ještě o 0,01 s vylepšila a v celkovém pořadí to stačilo na 12. místo. Ve svých dalších startech se vešla do první dvacítky, když na 100 m znak obsadila 19. místo a na 200 m 18. místo.
O rok později na MEJ 2007 se v belgických Antverpách postarala o nejlepší český výsledek, když na 200 m znak postupně prošla přes rozplavby, semifinále až do finále, kde časem 2:19,27 obsadila 7. místo. Do semifinále se ji ještě podařilo probojovat na poloviční trati 100 m znak, kde získala 10. místo v čase 1:05,25. Na nejkratším sprintu se ji tentokrát tolik nedařilo a v čase 31,32 skončila v rozplavbách na 25. místě.

### Mistrovství světa juniorů
Zúčastnila se 2. ročníku Mistrovství světa juniorů v plavání 2008, kde se ji podařilo na znakovém sprintu na 50 m vybojovat postup do semifinále časem 30,82. V odpoledním semifinále svůj čas vylepšit nedokázala a výkonem 31,01 obsadila 15. místo. Ve svých dalších startech již do semifinále neprošla, když skončila na 200 m znak na 19. místě a na 100 m znak obsadila celkové 22. místo.

### Mistrovství Evropy v krátkém bazénu 2008

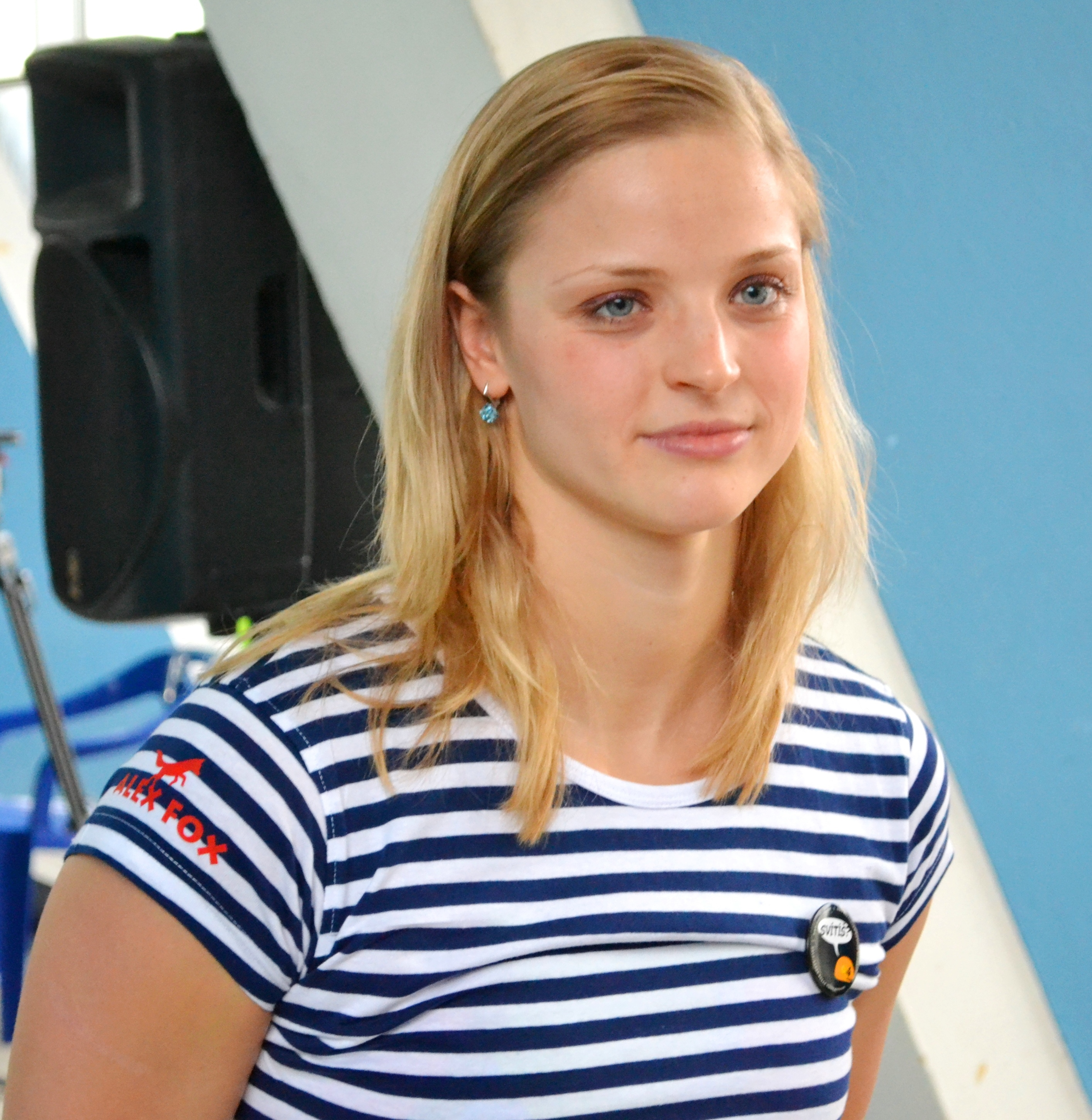
Simona Baumrtová v roce 2015

V roce 2008 si poprvé zajistila účast na evropském šampionátu s dospělými. Na Mistrovství Evropy v plavání v krátkém bazénu se jí nejvíce dařilo na 200 m trati znakem, kde časem 2:08,97 překonala svůj osobní rekord a obsadila 16. místo. V ostatních disciplínách zůstala jen těsně za svým osobním maximem a skončila na 29. místě na 50 m znak a na 32. místě na 100 m znak.

### Mistrovství světa 2009
I rok 2009 byl úspěšný, když se na 13. mistrovství světa v plavání dokázala jako jediná česká plavkyně dostat do semifinále, ve kterém vytvořila dosud platný český rekord na 200 m znak a v čase 2:10,79 obsadila celkové 15. místo. V dalších startech se ji nejvíce dařilo na 100 m znak, kde zaplavala čas 1:01,79 a ten znamenal konečné 26. místo. Předposlední den tohoto šampionátu Simona nastoupila ve štafetě 4x100PZ. V této štafetě na prvním úseku vytvořila český rekord a časem 1:01,56 se tak již podruhé na tomto šampionátu zapsala do rekordních tabulek a pomohla českému kvartetu k 15. místu.

### Mistrovství Evropy v krátkém bazénu 2009
Na posledním šampionátu v supermoderních polyuretanových plavkách, Mistrovství Evropy v krátkém bazénu, se ji podařilo dvakrát vybojovat finálovou účast. Nejprve na 50 m znak, kdy z rozplaveb postupovala dokonce ze 3. místa. Ve večerním finále však její čas 27,12 i přes zlepšení stačil na 6. místo. A poté na 200 m distanci, kdy svým časem 2:05,07 vytvořila nový český rekord a obsadila celkové 7. místo. Nejméně se ji dařilo na trati 100 m znak, kde v novém osobním rekordu 58,65 obsadila celkovou 11. pozici.

### Mistrovství Evropy 2010
Na svém prvním evropském šampionátu v dlouhém bazénu se opět stala nejúspěšnější českou zástupkyní. Výkonem na 200 m znak 2:12,37 se probojovala až do finále, kde v téměř stejném čase (2:12,42) obsadila 7. místo. Na poloviční trati 100 m znak časem 1:01,78 zůstala pouhých 0,06 s za postupem do finále. Ve sprintu na 50 m pak zůstala jen těsně za první desítkou, když časem 0:29,17 vybojovala v semifinále 11. místo.

### Mistrovství Evropy v krátkém bazénu 2010
Na mistrovství Evropy 2010 v krátkém bazénu nejprve startovala na 100 m znak, kde časem 58,93 skončila ve finále na 4. místě. Následující den se pak postarala o svůj dosavadní největší úspěch, když obsadila na 50 m znak 3. místo (čas 27,30 s) a po šesti letech tak získala pro Českou republiku medaili z ME v plavání.. Závěrečný den se představila ještě na 200 m znak a v tomto závodě opět vybojovala finálovou účast a obsadila časem 2:06,45 celkové 5. místo.

### Mistrovství světa v krátkém bazénu 2010
O měsíc později na Mistrovství světa 2010 v krátkém bazénu v Dubaji se jí nejvíce dařilo na 200 m znak, kde zaplavala čas 2:06,05 a obsadila ve finále 6. místo. Do odpoledních bojů se ji podařilo postoupit i na 50 m znak, kde se v semifinále umístila časem 27,33 na 12. místě. V semifinále se představila i ve své poslední disciplíně 100 m znak, kdy její čas 59,24 stačil na 16. pozici.

### Mistrovství světa 2011
V následujícím roce 2011 se ji nepodařilo obhájit semifinálovou účast ze šampionátu v Římě a na mistrovství světa v Šanghaji skončila nejlépe na 24. místě v čase 2:13,48 na 200 m znak. Ve zbylých 2 disciplínách obsadila shodně 30. pozici, na 50 m v čase 29,37 a na dvojnásobné distanci na 100 m výkonem 1:02,71.

### Univerziáda 2011

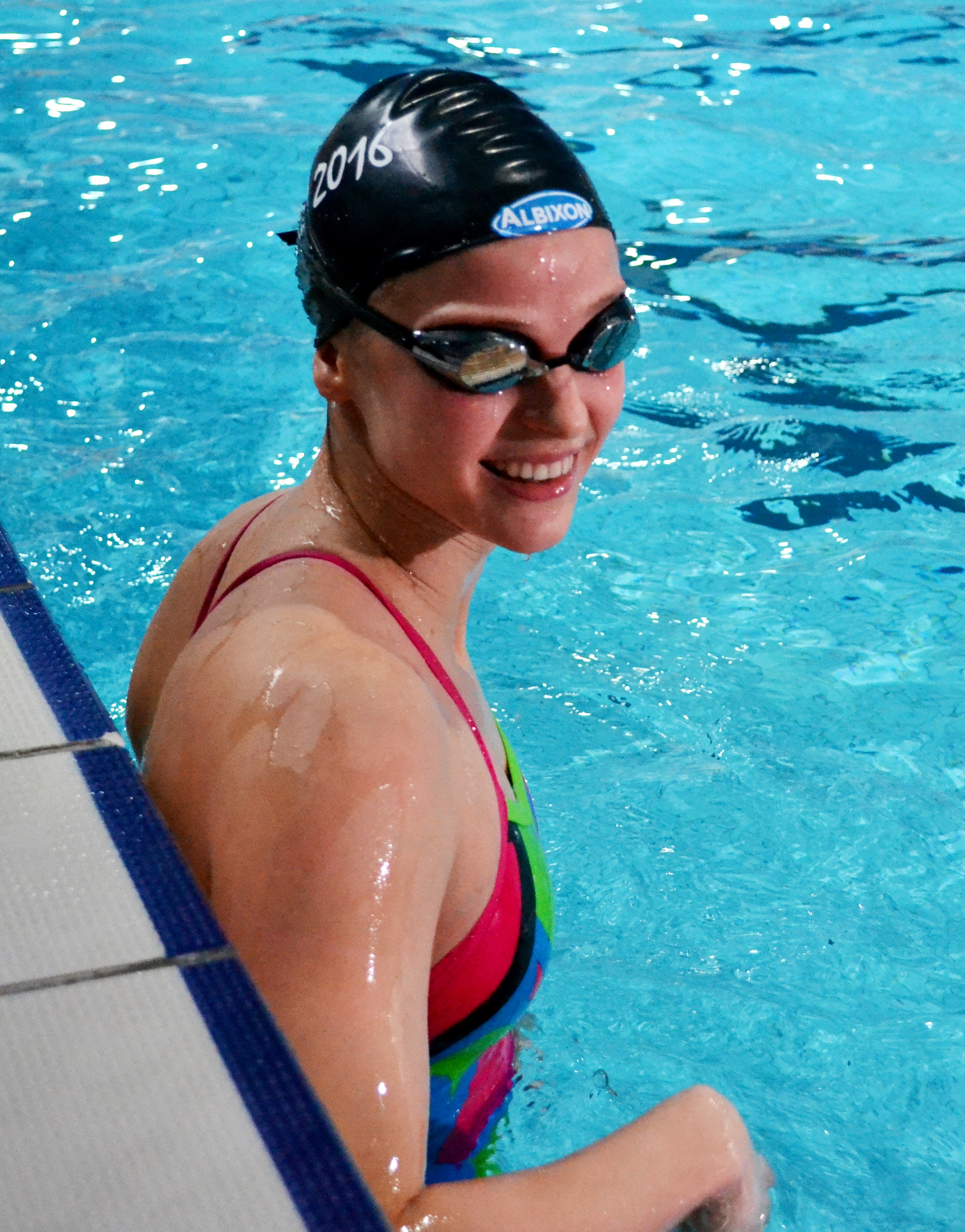
Simona Baumrtová v roce 2015

Měsíc po mistrovství světa se představila na letní univerziádě v čínském Šen-čenu. Zde se ji podařilo vybojovat finálovou účast, když časem 29,35 v rozplavbách obsadila postupovou 8. pozici. Ve finále zaplavala čas 29,41 a ten nakonec znamenal celkové 7. místo. Na 100 m znak v čase 1:02,44 a 200 m znak s časem 2:15,51 pak Simona vybojovala shodně 15. místo.

### Mistrovství Evropy v krátkém bazénu 2011
V zimě 2011 na evropském šampionátu ovšem ukázala, že stále patří mezi evropskou špičku.
Nejprve na 100 m znak zaplavala svůj osobní rekord a časem 58,15 obsadila ve finále 6. místo. Další den byl na programu právě znakařský sprint na 50 m, ve kterém Simona obhajovala medaili z minulého šampionátu. Časem 27,75 postoupila do semifinále, tam zaplavala čas 27,33 a ten ji stačil na 7. postupové místo. Ve večerním finále pak Simona opět dokázala vybojovat bronzovou medaili ve výborném čase 26,94. Tímto časem vymazala z českých rekordů svůj velký vzor bývalou evropskou rekordmanku Ilonu Hlaváčkovou. Závěrečný den se Simona ještě představila na trati 200 m znak, kde jí čas 2:06,57 stačil na 7. pozici.

### Mistrovství Evropy 2012
Ve květnu 2012 hostil maďarský Debrecín Mistrovství Evropy. Tento šampionát byl jak pro Baumrtovou, tak i pro celé české plavání nejúspěšnějším.
Plavkyně zahájila svůj boj na dvousetmetrové trati znakem. Navzdory nemoci, která jí doprovázela před ME, se probojovala až do finále, kde i po špatně rozjetém začátku skončila na konečném šestém místě. Další trať byl závod na 100 metrů znakem. Z rozplaveb postoupila v novém českém rekordu, který měl hodnotu 1:01,44 a stačil na rozplavbové osmé místo. V odpoledním semifinále svůj čas dokonce ještě zlepšila na 1:00,88 (6. místo) a jako první Češka v historii se na dlouhém bazénu dostala pod hranici 1:01. Ve finále dokonce znovu vylepšila svůj výkon na 1:00,57, který byl jejím druhým splněným „A“ limitem na Olympijské hry do Londýna, a co víc, stačil dokonce na bronzovou medaili, její první z „dlouhého bazénu“.

### Mistrovství světa v krátkém bazénu 2012
V prosinci 2012 na MS v krátkém bazénu v Istanbulu získala na 100 m znak bronzovou medaili v novém českém rekordu 0:57,18.

### Mistrovství světa v dlouhém bazénu 2013 Barcelona
Svého zatím nejlepšího výsledku na vrcholné světové soutěži v 50m bazénu dosáhla Simona v disciplíně 100 m znak, když obsadila 6. místo v novém osobním rekordu 59,84. Jen těsně jí unikla finálová účast na 50 m znak, když skončila v semifinále a časem 28,20 obsadila celkové 9. místo.

### Mistrovství Evropy v krátkém bazénu 2013 Herning
V prosinci 2013 získala Simona svojí první zlatou medaili na 50 m znak časem 26,26. Dále pak získala dvě stříbrné medaile – na 100 m znak časem 56,28 (tento čas byl lepší, než původní evropský rekord) a na 200 m znak časem 2:03,06. Bronzovou medaili pak získala společně s L. Svěcenou, P. Bartůňkem a T. Plevkem ve smíšené polohové štafetě (na prvním, znakovém úseku pak zaplavala 50 m za 25,99).

### Konec kariéry
Na začátku roku 2024 ohlásila ve 32 letech ukončení kariéry. Rozhodla se tak před olympijskými hrami v Paříži, na které se již nepokoušela splnit limit.

## Osobní život
Dne 18. srpna 2018 se v kostele v Klášterci nad Ohří vdala za fyzioterapeuta Kryštofa Kubu a přijala jeho příjmení. S manželem pracovali společně na McKenzieho klinice v Kladně. První akcí, kde startovala pod jménem Simona Kubová, se stalo srpnové Mistrovství Evropy 2018 v Glasgow. Manželství bylo po pěti letech rozvedeno.
Dne 25. května 2024 pojala za manžela svého trenéra, britského kouče Toma Rushtona, usazeného v Kanadě.

## Politická angažovanost
V roce 2013 kandidovala v předčasných volbách do Poslanecké sněmovny na kandidátní listině bloku Hlavu vzhůru.

## Osobní rekordy
| Disciplína | dlouhý bazén | krátký bazén |
| ---------- | ------------ | ------------ |
| 50 m znak  | 27,78        | 26,17        |
| 100 m znak | 59,65        | 56,28        |
| 200 m znak | 2:09,92      | 2:03,06      |

## Výsledky

### Individuální závody
| Výsledky | Výsledky | Výsledky | Výsledky | Znak | Znak  | Znak  | Pol. z. | Věk    |
| Výsledky | Výsledky | Výsledky | Výsledky | 50 m | 100 m | 200 m | 200 m   | Věk    |
| -------- | -------- | -------- | -------- | ---- | ----- | ----- | ------- | ------ |
| 2008     | 50 m     | ME       | bře      | —    | —     | —     | —       | 17 let |
| 2008     | 25 m     | MS       | dub      | —    | —     | —     | —       | 17 let |
| 2008     | 50 m     | OH       | srp      |      | —     | —     | —       | 17 let |
| 2008     | 25 m     | ME       | pro      | 29.  | 32.   | 16.   | —       | 17 let |
| 2009     | 50 m     | MS       | čvc      | 33.  | 26.   | 15.   | 34.     | 18 let |
| 2009     | 25 m     | ME       | pro      | 6.F  | 11.   | 7.F   | —       | 18 let |
| 2010     | 50 m     | ME       | srp      | 11.  | 9.    | 7.F   | —       | 19 let |
| 2010     | 25 m     | ME       | lis      | 3.F  | 4.F   | 5F    | —       | 19 let |
| 2010     | 25 m     | MS       | pro      | 12.  | 16.   | 6.F   | —       | 19 let |
| 2011     | 50 m     | MS       | čvc      | 30.  | 30.   | 24.   | —       | 20 let |
| 2011     | 25 m     | ME       | pro      | 3.F  | 6.F   | 7.F   | —       | 20 let |
| 2012     | 50 m     | ME       | kvě      | 6.F  | 3.F   | 6.F   | —       | 21 let |
| 2012     | 50 m     | OH       | srp      |      | 10.   | 14.   | —       | 21 let |
| 2012     | 25 m     | ME       | lis      | 3.F  | 3.F   | 3.F   | —       | 21 let |
| 2012     | 25 m     | MS       | pro      | 5.F  | 3.F   | 7.F   | —       | 21 let |
| 2013     | 50 m     | MS       | čvc      | 9.   | 6.F   | 11.   | —       | 22 let |
| 2013     | 25 m     | ME       | pro      | 1.F  | 2.F   | 2.F   | —       | 22 let |
| 2014     | 50 m     | ME       | srp      | 12.  | 5.F   | 5.F   | —       | 23 let |
| 2014     | 25 m     | MS       | pro      | 7.F  | 9.    | 8.F   | —       | 23 let |
| 2015     | 50 m     | EH       | čvn      | —    | —     | —     | —       | 24 let |
| 2015     | 50 m     | MS       | čvc      | 20.  | 20.   | 19.   | —       | 24 let |
| 2015     | 25 m     | ME       | pro      | 6.F  | 5.F   | 5.F   | —       | 24 let |
| 2016     | 50 m     | ME       | kvě      | DNS  | 9.    | 5.F   | —       | 25 let |
| 2016     | 50 m     | OH       | srp      |      | 17.   | 23.   | —       | 25 let |
| 2016     | 25 m     | MS       | pro      | 14.  | 11.   | 12.   | 12.     | 25 let |

pozn.: modře vyznačená pole znamenají vrcholnou sportovní akci v dané sezóně.

### Štafetové závody
| Výsledky | Výsledky | Výsledky | Výsledky | Volný způsob | Volný způsob | Volný způsob | Volný způsob | Volný způsob | Polohový závod | Polohový závod | Polohový závod | Polohový závod | Věk    |
| Výsledky | Výsledky | Výsledky | Výsledky | 4×50 m       | 4×50 m       | 4×100 m      | 4×100 m      | 4×200 m      | 4×50 m         | 4×50 m         | 4×100 m        | 4×100 m        | Věk    |
| Výsledky | Výsledky | Výsledky | Výsledky | ženy         | mix          | ženy         | mix          | ženy         | ženy           | mix            | ženy           | mix            | Věk    |
| -------- | -------- | -------- | -------- | ------------ | ------------ | ------------ | ------------ | ------------ | -------------- | -------------- | -------------- | -------------- | ------ |
| 2008     | 50 m     | ME       | bře      |              |              | —            |              | —            |                |                | —              |                | 17 let |
| 2008     | 25 m     | MS       | dub      |              |              | —            |              | —            |                |                | —              |                | 17 let |
| 2008     | 50 m     | OH       | srp      |              |              | —            |              | —            |                |                | —              |                | 17 let |
| 2008     | 25 m     | ME       | pro      | —            |              |              |              |              | —              |                |                |                | 17 let |
| 2009     | 50 m     | MS       | čvc      |              |              | —            |              | —            |                |                | 16.            |                | 18 let |
| 2009     | 25 m     | ME       | pro      | —            |              |              |              |              | —              |                |                |                | 18 let |
| 2010     | 50 m     | ME       | srp      |              |              | —            |              | —            |                |                | DSQ            |                | 19 let |
| 2010     | 25 m     | ME       | lis      | —            |              |              |              |              | —              |                |                |                | 19 let |
| 2010     | 25 m     | MS       | pro      |              |              | —            |              | —            |                |                | —              |                | 19 let |
| 2011     | 50 m     | MS       | čvc      |              |              | —            |              | —            |                |                | —              |                | 20 let |
| 2011     | 25 m     | ME       | pro      | —            |              |              |              |              | —              |                |                |                | 20 let |
| 2012     | 50 m     | ME       | kvě      |              |              | —            |              | —            |                |                | —              |                | 21 let |
| 2012     | 50 m     | OH       | srp      |              |              | —            |              | —            |                |                | —              |                | 21 let |
| 2012     | 25 m     | ME       | lis      | —            | —            |              |              |              | 2.F            | 4.F            |                |                | 21 let |
| 2012     | 25 m     | MS       | pro      |              |              | —            |              | —            |                |                | —              |                | 21 let |
| 2013     | 50 m     | MS       | čvc      |              |              | —            |              | —            |                |                | —              |                | 22 let |
| 2013     | 25 m     | ME       | pro      | —            | —            |              |              |              | 5.F            | 3.F            |                |                | 22 let |
| 2014     | 50 m     | ME       | srp      |              |              | —            | —            | —            |                |                | 11.            | —              | 23 let |
| 2014     | 25 m     | MS       | pro      | —            | —            | —            |              | —            | 9.             | —              | 11.            |                | 23 let |
| 2015     | 50 m     | EH       | čvn      |              |              | —            | —            | —            |                |                | —              | —              | 24 let |
| 2015     | 50 m     | MS       | čvc      |              |              | —            | —            | —            |                |                | 15.            | —              | 24 let |
| 2015     | 25 m     | ME       | pro      | —            | —            |              |              |              | 7.F            | 8.F            |                |                | 24 let |
| 2016     | 50 m     | ME       | kvě      |              |              | —            | —            | —            |                |                | 4.F            | —              | 25 let |
| 2016     | 50 m     | OH       | srp      |              |              | —            |              | —            |                |                | DSQ            |                | 25 let |
| 2016     | 25 m     | MS       | pro      | —            | —            | —            |              | 9.           | 10.            | —              | 9.             |                | 25 let |